# Michail Stepanowitsch Stroilow

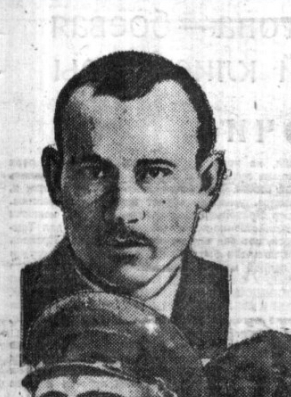
Stroilow M.S.

Michail Stepanowitsch Stroilow (russisch Михаил Степанович Строилов; * 1899; † 1941 in Orjol) war ein sowjetischer Ingenieur der Montanindustrie und ein Opfer der stalinistischen Säuberungen. 

## Leben

### Berufliche Karriere
Er lebte einige Zeit in Deutschland. Währenddessen war er in Berlin für sowjetische Wirtschaftsagenturen tätig und im Ruhrgebiet an Versuchen beteiligt, deutsche Industriefachkräfte für sowjetische Dienste abzuwerben. Später leitete er ein Bergwerk in Kemerowo im Kusnezker Becken, ehe man ihn 1935 zum Chefingenieur des Kohlen-Trusts Kuzbassugol in Nowosibirsk ernannte. Noch im selben Jahr wurde ihm als Anerkennung für seine bergbautechnischen Erfindungen und weil die Minen unter seiner Direktion die Kohleförderung signifikant steigern konnten, gleich zweimal der Orden des Roten Banners der Arbeit verliehen – zunächst am 7. Juli und dann erneut am 7. Oktober. Darüber hinaus war er Kandidat des Allrussischen Zentralen Exekutivkomitees.

### Anklage und Schicksal
In der Anfangszeit der Verfolgungskampagne des „Großen Terrors“ wurde auch Stroilow am 21. April 1936 verhaftet. Er war im November gleichen Jahres einer der Zeugen der Anklage beim in Nowosibirsk ausgerichteten Schauprozess gegen den deutschen Bergbauingenieur Emil Stickling, dem der Versuch eines faschistischen Staatsstreiches vorgeworfen wurde. Angeblich habe Stickling eine Explosion in einem Bergwerk in Kemerowo herbeigeführt und sei Teil einer „konterrevolutionären trotzkistischen Diversanten-Gruppe“ gewesen.
Zwischen dem 23. und dem 30. Januar 1937 musste sich Stroilow dann selbst vor dem Militärkollegium des Obersten Gerichtshofes der UdSSR im zweiten Verfahren der sogenannten Moskauer Prozesse verantworten. Zusammen mit den 16 anderen Angeklagten soll er einem „antisowjetischen trotzkistischen Zentrum“ angehört haben. Die Tatsache, dass er während seiner Zeit in Berlin „Kontakt mit Ausländern“ hatte und „ausländische Expertise“ erwarb, wurde nun gegen ihn verwendet. Stroilow gestand, im Dezember 1930 in Berlin vom deutschen Geheimdienst angeworben und trotzkistisch beeinflusst worden zu sein. Er habe als Industriespion Informationen über die sowjetische Montanindustrie übermittelt und sei zu Sabotageakten angestiftet worden, die von der „Westsibirischen Trotzkistischen Organisation“ geplant worden seien. Allerdings – so betonte er vehement – habe er bald versucht, sich aus der Spionagetätigkeit zurückzuziehen, was ihm allerdings nicht möglich gewesen sei. Inwieweit diese Geständnisse der Wahrheit entsprechen, ist unklar. Vermutlich kamen sie unter Folter zustande und entsprachen den von der Staatsanwaltschaft vorgegebenen Äußerungen. Der vorsitzende Richter Wassili Ulrich verurteilte 13 der 17 Angeklagten zum Tode und sie wurden noch am selben Tag hingerichtet. Stroilow wurde zu einer Freiheitsstrafe von acht Jahren verurteilt – er erhielt damit das mildeste Strafmaß in diesem Prozess. 
Er wurde in Orjol inhaftiert. Nachdem er etwa die Hälfte seiner Strafe abgeleistet hatte, wurde er dort schließlich 1941 – nach einem in seiner Abwesenheit gefällten weiteren Gerichtsurteil – erschossen.